# 張堯文
張堯文（1547年—1603年），字宗欽，号復吾，江西臨江府新淦縣人，儒籍，明朝政治人物。

## 生平
嘉靖四十年（1561年）辛酉科江西鄉試第五十六名，萬曆十一年（1583年）癸未科會試第五十九名，登三甲第一百二十七名進士。吏部觀政，本年授直隶泾县知县。简易宽和，而发摘如神，雅尚理学，复水西书院祀田。岁连祲，设法赈贷，全活不下万家。十七年迁南京兵部主事，二十一年升南京兵部職方清吏司郎中。二十三年升池州府知府，二十四年丁憂，二十七年補官浙江衢州府知府。三十年升至山东按察司贴堂副使。三十一年癸卯卒。

## 轶事
张尧文与兄张克文一同進京会试，至湖广桃源時，张尧文重病休克，张克文背其弟至一野庙，照顾十八日後復苏。

## 家族
曾祖張儀範；祖父張德光；父張時用，封承德郎工部主事。母黃氏（封安人）。子張叔鏜，天啓五年進士。孫 張壽祺，天啓五年叔侄同科進士。